# Akoya Hôtel & Spa
Pour les articles homonymes, voir Akoya.
L'Akoya Hôtel & Spa est un hôtel français situé à La Saline les Bains, sur le territoire de la commune de Saint-Paul, à La Réunion. Ouvert le 21 octobre 2015, cet établissement est l'un des trois cinq-étoiles de l'île de l'océan Indien avec le Lux* Réunion et le Palm Hotel & Spa. Il compte 104 chambres et deux restaurants.